# BlackRock World Mining Trust
BlackRock World Mining Trust plc ist eine britische Investmentgesellschaft mit Sitz in London.
Das Ziel des Unternehmens ist die Erzielung von Kapitalwachstum zu generieren durch Investitionen in Bergbau- und Metall-Vermögenswerte weltweit. Das Unternehmen investiert in erster Linie in börsennotierte Wertpapiere, aber auch in Lizenzgebühren, die aus der Produktion von Metallen und Mineralien stammen, sowie in physische Metalle. Der Trust hält etwa 10 % seines Vermögens in physischen Metallen und investiert etwa 20 % in nicht börsennotierte Anlagen.
Im Dezember 2023 beliefen sich die verwalteten Mittel auf insgesamt 1,309 Mrd. Pfund.
Die Fondsmanager des Trusts sind Olivia Markham und Evy Hambro von BlackRock Investment Management (UK).
Das Unternehmen ist an der Londoner Börse gelistet und Teil des FTSE 250 Index.